# بدنام محلی
«بدنام محلی» (انگلیسی: The Local Stigmatic) یک فیلم است که در سال ۱۹۹۰ منتشر شد. از بازیگران آن می‌توان به آل پاچینو و پل گویلفویل اشاره کرد.